# アルトゥール・ペトロフスキー
アルトゥール・ウラジーミロヴィチ・ペトロフスキー（ロシア語: Артур Владимирович Петровский, ラテン文字転写:  Artur Vladimirovich Petrovsky、1924年 5月14日- 2006年 12月2日）は、ソビエト連邦の心理学史家。心理学博士。

## 生涯
セバストーポリ出身。ポチョムキン記念モスクワ教育大学を卒業。のちに、同大学の教授に就任。1971年からはソビエト連邦教育科学アカデミー一般・教育心理学研究所実験室長。
専門は心理学史および集団と人格の社会心理学。1950年のパブロフ再評価以降のさまざまな時期に、ソビエト心理学界の趨勢を心理学史家として詳説、概説する著作を出版し、多くの外国語にも翻訳された。

## 著書
- 『ソビエト心理学史。心理科学の基礎の形成』（1967年）（邦訳：木村正一訳、三一書房、1969年）
- 『集団の社会心理学』（1978年）
- 『集団の心理学理論』（1979年）
- 『人格・活動・集団』（1982年）
- 『心理学概説ー集団と人格』（1984年）（邦訳：柴田義松訳、ナウカ、1988年）

その他、編著の教科書として、
- 『中学校教科書：心理学』（フォルトゥナートフと共著、邦訳『ソビエト心理学入門』原田伸夫訳、新書館、1962年）
- 『心理学』（1966、1967、1968年）
- 『一般心理学』（1970、1976年）
- 『発達・教育心理学』（1973、1979年）（邦訳：柴田義松訳、新読書社、1977年）